# Showcase (fumetto)
Showcase fu il titolo di numerose serie antologiche pubblicate dalla DC Comics. Il tema generale di queste serie fu quello di inserire personaggi nuovi e minori e di fare sì che ci fosse un aumento di interesse nelle loro avventure, senza la difficoltà e il rischio di inserire personaggi "non testati" nelle loro serie correnti. La serie originale fu pubblicata dal marzo 1956 al settembre 1970 (sospendendo la pubblicazione con il n. 93), e quindi ripresa per undici numeri dall'agosto 1977 al settembre 1978.

## Serie originale

### Storia editoriale
Il n. più noto di questa serie fu il n. 4, che introdusse la nuova versione di Flash. Questo fu generalmente citato come l'inizio della Silver Age, in quanto fu seguito dall'aggiornamento di successo di numerosi supereroi della Golden Age, e di una ripresa della popolarità dei fumetti (specialmente quelli sui supereroi).
Altri debutti di successo di supereroi in Showcase furono:
- i Challengers of the Unknown (n. 6)
- Space Ranger (n. 15)
- Adam Strange (n. 17)
- Rip Hunter, Time Master (n. 20)
- la Lanterna Verde della Silver Age (n. 22)
- i Sea Devils (n. 27)
- l'Atomo della Silver Age (n. 34)
- i Metal Men (n. 37)
- gli Inferior Five (n. 62)
- B'wana Beast (n. 66)
- il Creeper (n. 73)
- Anthro (n. 74)
- Hawk & Dove (n. 75)
- Bat Lash (n. 76)
- Angel and the Ape (n. 77)

Lois Lane (n. 9) e lo Spettro (n. 60) ebbero anche loro il debutto in Showcase. Nel 1962, la DC acquistò i diritti del romanzo di James Bond e del film Agente 007 - Licenza di uccidere, che fu pubblicato in British Classics Illustrated, e pubblicato come un numero di Showcase; fu la prima comparsa del personaggio in un fumetto americano. La serie fu cancellata nel 1970 con il n. 93, presentando anche Manhunter 2070.

### Lista completa di numeri
| Numeri n. | Personaggi                                                   |
| --------- | ------------------------------------------------------------ |
| 1         | The Fire Fighters                                            |
| 2         | Kings of the Wild                                            |
| 3         | The Frogmen                                                  |
| 4         | Flash                                                        |
| 5         | Manhunters                                                   |
| 6         | Challengers of the Unknown                                   |
| 7         | Challengers of the Unknown                                   |
| 8         | Flash (Barry Allen)                                          |
| 9         | Lois Lane                                                    |
| 10        | Lois Lane                                                    |
| 11        | Challengers of the Unknown                                   |
| 12        | Challengers of the Unknown                                   |
| 13        | Flash (Barry Allen)                                          |
| 14        | Flash (Barry Allen)                                          |
| 15        | Space Ranger                                                 |
| 16        | The Space Ranger                                             |
| 17        | Adventures on Other Worlds (Adam Strange)                    |
| 18        | Adventures on Other Worlds (Adam Strange)                    |
| 19        | Adam Strange                                                 |
| 20        | Rip Hunter Time Master                                       |
| 21        | Rip Hunter Time Master                                       |
| 22        | Lanterna Verde                                               |
| 23        | Lanterna Verde                                               |
| 24        | Lanterna Verde                                               |
| 25        | Rip Hunter Time Master                                       |
| 26        | Rip Hunter Time Master                                       |
| 27        | Sea Devils                                                   |
| 28        | Sea Devils                                                   |
| 29        | Sea Devils                                                   |
| 30        | Aquaman and Aqualad                                          |
| 31        | Aquaman and Aqualad                                          |
| 32        | Aquaman and Aqualad                                          |
| 33        | Aquaman and Aqualad                                          |
| 34        | Atomo                                                        |
| 35        | Atomo (Ray Palmer)                                           |
| 36        | Atomo (Ray Palmer)                                           |
| 37        | Metal Men                                                    |
| 38        | Metal Men                                                    |
| 39        | Metal Men                                                    |
| 40        | Metal Men                                                    |
| 41        | Tommy Tomorrow of the Planeteers                             |
| 42        | Tommy Tomorrow of the Planeteers                             |
| 43        | James Bond (adattamento di Agente 007 - Licenza di uccidere) |
| 44        | Tommy Tomorrow of the Planeteers                             |
| 45        | Sgt. Rock                                                    |
| 46        | Tommy Tomorrow of the Planeteers                             |
| 47        | Tommy Tomorrow of the Planeteers                             |
| 48        | Cave Carson Adventures Inside Earth                          |
| 49        | Cave Carson Adventures Inside Earth                          |
| 50        | I .. Spy                                                     |
| 51        | I .. Spy                                                     |
| 52        | Cave Carson Adventures Inside Earth                          |
| 53        | GI Joe                                                       |
| 54        | GI Joe                                                       |
| 55        | Dottor Fate e Hourman                                        |
| 56        | Doctor Fate e Hourman                                        |
| 57        | Enemy Ace                                                    |
| 58        | Enemy Ace                                                    |
| 59        | Teen Titans                                                  |
| 60        | Lo Spettro                                                   |
| 61        | Lo Spettro                                                   |
| 62        | Inferior Five                                                |
| 63        | Inferior Five                                                |
| 64        | Lo Spettro                                                   |
| 65        | Inferior Five                                                |
| 66        | B'Wana Beast                                                 |
| 67        | B'Wana Beast                                                 |
| 68        | The Maniaks                                                  |
| 69        | The Maniaks                                                  |
| 70        | Leave It to Binky                                            |
| 71        | The Maniaks                                                  |
| 72        | Top Gun                                                      |
| 73        | Beware the Creeper                                           |
| 74        | Anthro                                                       |
| 75        | The Hawk and the Dove                                        |
| 76        | Bat Lash                                                     |
| 77        | Angel and the Ape                                            |
| 78        | Jonny Double                                                 |
| 79        | Dolphin                                                      |
| 80        | Lo Straniero Fantasma                                        |
| 81        | The Way-Out World of Windy and Willy                         |
| 82        | Nightmaster                                                  |
| 83        | Nightmaster                                                  |
| 84        | Nightmaster                                                  |
| 85        | Firehair                                                     |
| 86        | Firehair                                                     |
| 87        | Firehair                                                     |
| 88        | Jason's Quest                                                |
| 89        | Jason's Quest                                                |
| 90        | Jason's Quest                                                |
| 91        | Manhunter 2070                                               |
| 92        | Manhunter 2070                                               |
| 93        | Manhunter 2070                                               |

### Storie non pubblicate
Originariamente, i n. da 94 a 96 di Showcase furono i fumetti introduttivi delle storie della serie Fourth World di Jack Kirby, Nuovi Dei, Forever People e Mister Miracle. Tuttavia, la DC Comics decide di investire sul recente spostamento di Kirby dalla Marvel Comics alla DC, e lanciò il fumetto come piena serie invece di utilizzare Showcase come una prova standard. L'ultima pagina di The New Gods vol. 1 ebbe un enorme spazio vuoto verso la parte inferiore a sinistra della pagina, che originariamente contenne i dialoghi che avvisavano i lettori di cercare la serie che sarebbe stata pubblicata da lì a poco, e di leggere il numero successivo con protagonisti i Forever People.

### Ristampe
Tra le numerose ristampe, si segnala quella del 1992 della DC dal titolo The Essential Showcase: 1956–1959 (ISBN 978-1563890796), con storie tratte dai numeri # 1, 4, 6, 9, 11, 13 e 17.
| Collezione                        | Data   | Numeri                 |
| --------------------------------- | ------ | ---------------------- |
| The Essential Showcase: 1956-1959 | (1992) | 1, 4, 6, 9, 11, 13, 17 |

Altre ristampe sono state:
| Collezione                                          | Data | Numeri                               |
| --------------------------------------------------- | ---- | ------------------------------------ |
| Showcase Presents: The Flash vol 1                  |      | 4, 8, 13, 14                         |
| The Flash Archives vol 1                            |      | 4, 8, 13, 14                         |
| The Flash Chronicles vol 1                          |      | 4, 8, 13, 14                         |
| Showcase Presents: Superman Family vol 1            |      | 9 (storia individuale di Lois Lane)  |
| Showcase Presents: Superman Family vol 2            |      | 10 (storia individuale di Lois Lane) |
| Showcase Presents: Challengers of the Unknown vol 1 |      | 6, 7, 11, 12                         |
| Challengers of the Unknown Archives vol 1           |      | 6, 7, 11, 12                         |
| Adam Strange Archives vol 1                         |      | 17, 18, 19                           |
| Showcase Presents: Green Lantern vol 1              |      | 22, 23, 24                           |
| Green Lantern Archives vol 1                        |      | 22, 23, 24                           |
| Green Lantern Chronicles vol 1                      |      | 22, 23, 24                           |
| Showcase Presents: The Atom vol 1                   |      | 34, 35, 36                           |
| The Atom Archives vol 1                             |      | 34, 35, 36                           |
| Showcase Presents: Metal Men vol 1                  |      | 37, 38, 39, 40                       |
| Metal Men Archives vol 1                            |      | 37, 38, 39, 40                       |
| Crisis on Multiple Earths: The Team-Ups vol 1       |      | 55, 56                               |
| Showcase Presents: Teen Titans vol 1                |      | 59                                   |
| Silver Age Teen Titans Archives vol 1               |      | 59                                   |
| The Creeper by Steve Ditko                          |      | 73                                   |

## Breve rinascita
Nell'agosto 1977 Showcase fu ristampato per undici numeri utilizzando la numerazione originale, dopo il fallimento di 1st Issue Special, che fu pubblicato dal 1975 al 1976. Le storie riprese cominciò con il n. 94, e fu pubblicata la prima comparsa della nuova Doom Patrol e le avventure individuali di Power Girl. Il n. 100 ebbe un cammeo di ogni personaggio che ebbe il debutto originale in Showcase. La serie fu cancellata di nuovo dopo il n. 104, settembre 1978, come parte di quella che è comunemente chiamata DC Implosion. I n. 105 e n. 106 videro la stampa di Cancelled Comics Cavalcade e il n. 105 fu poi pubblicato in Adventure Comics. Due altre serie furono annunciate prima della cancellazione della serie: The Huntress, che avrebbe avuto una serie al di fuori della Batman Family, e World of Krypton, che fu pubblicato come prima miniserie della DC nel 1979.

### Lista completa di numeri
| Numeri n. | Personaggi                                                             |
| --------- | ---------------------------------------------------------------------- |
| 94        | Doom Patrol                                                            |
| 95        | Doom Patrol                                                            |
| 96        | Doom Patrol                                                            |
| 97        | Power Girl                                                             |
| 98        | Power Girl                                                             |
| 99        | Power Girl                                                             |
| 100       | Numero speciale che vide ogni personaggio pubblicato dal n. 1 al n. 93 |
| 101       | Hawkman                                                                |
| 102       | Hawkman                                                                |
| 103       | Hawkman                                                                |
| 104       | OSS/Spies at War                                                       |
| 105       | Deadman                                                                |
| 106       | Creeper                                                                |

### Collezioni ristampate
| Collezione                          | Data | Numeri                           |
| ----------------------------------- | ---- | -------------------------------- |
| Power Girl TPB. ISBN 978-1401209681 | 2006 | incluse i numeri da 97 a 99      |
| Creeper di Steve Ditko              | 2010 | incluse il n. 106 mai pubblicato |

## New Talent Showcase
Tra il 1985 e il 1986, la DC pubblicò New Talent Showcase, che fu pubblicato per 15 numeri, e cambiò poi il suo nome per qualche periodo semplicemente in Talent Showcase, e quindi terminò con il n. 19. Per la maggior parte pubblicato da Karen Berger (e per un breve periodo da Sal Amendola), la serie diede a nuovi scrittori e artisti l'occasione di toccare con mano l'industria del fumetto. Creatori noti che ebbero il loro debutto nella DC con New Talent Showcase inclusero Mark Beachum, Norm Breyfogle, Tom Grindberg, Steve Lightle, Mindy Newell e Stan Woch.

## Showcase 90s
La DC riprese Showcase nel 1993. Dato che la dettagliante riluttanza degli anni cinquanta ad ordinare una nuova serie mai testata svanì largamente, rimpiazzata negli anni novanta con l'entusiasmo del lettore per il n. 1 della nuova serie, la DC lo pubblicò come Showcase '93, una serie limitata mensile da 12 numeri, fu rimpiazzata l'anno successivo da Showcase '94 n. 1, ecc. Tuttavia, dato che i fumetti non venduti non potevano essere restituiti, i venditori divennero riluttanti a vendere le serie che non presentavano personaggi consistenti e creatori di mese in mese, e nonostante il tentativo di collegare la serie ogni anno a vari personaggi popolari come Batman o Superman, la domanda dei lettori era indifferente. Showcase '96 n. 12 fu l'ultimo numero regolare.

## Showcase Presents
Nel 2005 la DC pubblicò una ristampa spessa in bianco e nero di vecchio materiale sotto il nome di Showcase Presents. Il volume ricevette delle acclamazioni, incluso l'Alley Award for Best Novel del 1965 (una storia senza titolo di Gardner Fox e Murphy Anderson nel n. 55).